# Hypospila orientalis
Hypospila orientalis là một loài bướm đêm trong họ Noctuidae.